# 영국 아카데미 다큐멘터리상
영국 아카데미 다큐멘터리상은 영국 영화 텔레비전 예술 아카데미 (BAFTA)가 영국 아카데미 영화상에서 매년 수여하는 영화상이다. 이전에는 로버트 플래허티 다큐멘터리상으로 불렸다.
다음 목록에서 금색 배경의 굵은 제목과 이름은 각각 수상작과 수상자를 나타내며, 굵게 표시되지 않은 것은 후보작이다. 주어진 연도는 시상식 연도(항상 다음 해에 열림)가 아니라 해당 영화가 개봉된 연도이다.

## 역사
BAFTA는 영화, 텔레비전, 비디오 게임 (이전에는 어린이 영화 및 텔레비전도 포함)을 위한 연례 시상식을 주최하는 영국 단체이다. 극장 다큐멘터리상은 1948년부터 1990년까지 아카데미에서 수여되었다. 그 이후로 다큐멘터리는 영국 아카데미 텔레비전상으로 계속해서 영예를 얻었으며 영화상에서 모든 관련 부문에 후보로 오를 수 있었다. 2012년, 아카데미는 매년 영국 극장에서 개봉되는 고품질 극장 다큐멘터리의 수를 인정하여 이 부문을 다시 도입했다.

## 수상자 및 후보자

### 1940년대
| 연도       | 영화                                      | 감독                                      |
| ---------- | ----------------------------------------- | ----------------------------------------- |
| 1948 (2회) | 루이지애나 스토리                         | 로버트 J. 플래허티                        |
| 1948 (2회) | Farrebique                                | 조르주 루키에                             |
| 1948 (2회) | Is Everybody Listening?                   | 잭슨 벡                                   |
| 1948 (2회) | Shadow of the Ruhr                        | 세르게이 놀반도프                         |
| 1948 (2회) | Those Blasted Kids                        | 아스트리드 헤닝옌센 and 비아르네 헤닝옌센 |
| 1948 (2회) | Three Dawns to Sydney                     | 존 엘드리치                               |
| 1949 3회   | Daybreak in Udi                           | 테리 비숍                                 |
| 1949 3회   | Circulation                               |                                           |
| 1949 3회   | The Cornish Engine                        | 빌 메이슨 and 필립 아미티지               |
| 1949 3회   | Drug Addict                               | 로버트 앤더슨                             |
| 1949 3회   | Island of the Lagoon (Isole Nella Laguna) | 루치아노 엠머 and 엔리코 그라스           |
| 1949 3회   | The Liver Fluke in Great Britain          | 존 시어맨                                 |
| 1949 3회   | Report on the Refugee Problem             |                                           |

### 1950년대
| 연도      | 영화                                              | 감독                                         |
| --------- | ------------------------------------------------- | -------------------------------------------- |
| 1950 4회  | The Undefeated                                    | 폴 딕슨                                      |
| 1950 4회  | Inland Waterways                                  | R.K. 닐슨-백스터                             |
| 1950 4회  | 콘티키                                            | 토르 헤위에르달                              |
| 1950 4회  | Green is the Mountain (La Montagne est Verte)     | 장 레헤리세이                                |
| 1950 4회  | Seal Island                                       | 제임스 앨거                                  |
| 1950 4회  | The Vatican                                       | 한스 M. 니터                                 |
| 1950 4회  | 인생은 내일부터 시작된다 (La Vie Commence Demain) | 니콜 베드르                                  |
| 1951 5회  | 비버 밸리                                         | 제임스 앨거                                  |
| 1951 5회  | 피카소 방문 (Bezoek aan Picasso)                  | 폴 하에세르츠                                |
| 1951 5회  | 데이비드                                          | 폴 딕슨                                      |
| 1951 5회  | A Family Affair                                   | 마거릿 톰슨                                  |
| 1951 5회  | Family Portrait                                   | 험프리 제닝스                                |
| 1951 5회  | Oil for the Twentieth Century                     | 피터 브래드퍼드                              |
| 1951 5회  | Out of True                                       | 필립 리콕                                    |
| 1952 6회  | Royal Journey                                     | 데이비드 베어스토, 구드룬 파커 and 로저 블레 |
| 1952 6회  | Fishermen of Negombo                              |                                              |
| 1952 6회  | Highlights of Farnborough 1952                    | 피터 드 노르만빌                             |
| 1952 6회  | Journey into History                              | 존 테일러                                    |
| 1952 6회  | Le Mans 1952                                      | 빌 메이슨                                    |
| 1952 6회  | Nature's Half Acre                                | 제임스 앨거                                  |
| 1952 6회  | Ocean Terminal                                    | J.B. 홈즈                                    |
| 1952 6회  | The Open Window                                   | 앙리 스토르크                                |
| 1952 6회  | 오페라 학교                                       | 구드룬 파커                                  |
| 1952 6회  | Rig 20                                            | 데이비드 빌리어스 and 로널드 H. 라일리       |
| 1952 6회  | The Streamlined Pig                               | 예르겐 로스                                  |
| 1953 7회  | 에베레스트 정복                                   | 조지 로                                      |
| 1953 7회  | 하얀 갈기 (Crin Blanc)                            | 알베르 라모리스                              |
| 1953 7회  | Elizabeth is Queen                                | 테리 애쉬우드                                |
| 1953 7회  | Pictures of the Middle Ages (Images Medievales)   | 윌리엄 노비크                                |
| 1953 7회  | Kumak, The Sleepy Hunter                          | 알마 던컨                                    |
| 1953 7회  | Mille Miglia                                      | 빌 메이슨                                    |
| 1953 7회  | Operation Hurricane                               | 로널드 스타크                                |
| 1953 7회  | 여왕 대관식                                       | 크리스토퍼 프라이                            |
| 1953 7회  | Teeth of the Wind                                 | 마이클 행킨슨                                |
| 1953 7회  | Life in the Arctic (Vo l'dakh Okeana)             | 알렉산드르 즈구리디                          |
| 1953 7회  | 물새들                                            | 벤 샤프스틴                                  |
| 1953 7회  | World Without End                                 | 바실 라이트 and 폴 로타                      |
| 1954 8회  | 위대한 모험 (Det Stora Äventyret)                 | 아르네 숙스도르프                            |
| 1954 8회  | 백 오브 비욘드                                    | 존 헤이어                                    |
| 1954 8회  | Lekko!                                            | 헤르만 반 데어 호르스트                      |
| 1954 8회  | 3-2-1-Zero                                        |                                              |
| 1954 8회  | 목요일의 아이들                                   | 가이 브렌턴 and 린지 앤더슨                  |
| 1955 9회  | 사라져가는 대평원                                 | 제임스 앨거                                  |
| 1955 9회  | 금                                                | 콜린 로                                      |
| 1955 9회  | Miner's Window                                    | 존 페르노                                    |
| 1955 9회  | The Rival World                                   | 베르트 한스트라                              |
| 1956 10회 | 온 더 보워리                                      | 라이오넬 로고신                              |
| 1956 10회 | Foothold in Antarctica                            | 데릭 윌리엄스                                |
| 1956 10회 | Generator 4                                       | F. R. 크롤리                                 |
| 1956 10회 | 침묵의 세계 (Le Monde Du Silence)                 | 자크 쿠스토 and 루이 말                      |
| 1956 10회 | Under the Same Sky                                | 쿠르트 베버                                  |
| 1957 11회 | Journey into Spring                               | 랄프 킨                                      |
| 1957 11회 | 황금의 도시                                       | 콜린 로 and 울프 쾨닉                        |
| 1957 11회 | 크리스마스 이브를 제외한 매일                     | 린지 앤더슨                                  |
| 1957 11회 | Holiday                                           |                                              |
| 1957 11회 | The USA in the Thirties                           |                                              |
| 1958 12회 | 유리 (Glas)                                       | 베르트 한스트라                              |
| 1958 12회 | The Forerunner                                    | 존 헤이어                                    |
| 1958 12회 | Jabulani Afrika                                   | 제이미 유이스                                |
| 1958 12회 | LS Lowry                                          | 존 리드                                      |
| 1958 12회 | 암초의 비밀                                       | 머리 러너, 로이드 리터 and 로버트 M. 영      |
| 1958 12회 | Wonders of Chicago                                | 해리 포스터                                  |
| 1959 13회 | 더 새비지 아이                                    | 조셉 스트릭, 시드니 마이어스 and 벤 매도     |
| 1959 13회 | This is the BBC                                   | 리처드 카우스턴                              |
| 1959 13회 | 우리는 램베스 소년들이다                          | 카렐 라이스                                  |
| 1959 13회 | 화이트 와일드니스                                 | 제임스 앨거                                  |

### 1960년대
| 연도      | 영화                                            | 수상자                        |
| --------- | ----------------------------------------------- | ----------------------------- |
| 1960 14회 | 수상작 없음                                     | 수상작 없음                   |
| 1961 15회 | Le Rendezvous du diable                         | 아룬 타지에프                 |
| 1962 16회 | 수상작 없음                                     | 수상작 없음                   |
| 1963 17회 | 수상작 없음                                     | 수상작 없음                   |
| 1964 18회 | 아무도 작별을 고하지 않았다                     | 돈 오웬                       |
| 1964 18회 | 더 휴먼 더치                                    | 베르트 한스트라               |
| 1964 18회 | The Life of Billy Walker                        |                               |
| 1964 18회 | Portrait of Queenie                             | 마이클 오럼                   |
| 1965 19회 | 도쿄 올림픽                                     | 이치카와 곤                   |
| 1965 19회 | Brute Force and Finesse                         | 맥스 모건-윗츠                |
| 1965 19회 | Deckie Learner                                  | 마이클 그릭스비               |
| 1965 19회 | Stravinsky                                      | 로만 크로이토르 and 울프 쾨닉 |
| 1966 20회 | 골! 월드컵                                      | 아비딘 디노 and 로스 데베니쉬 |
| 1966 20회 | 버스터 키튼, 다시 달리다                        | 존 스포튼                     |
| 1966 20회 | I'm Going to Ask You to Get Up Out of Your Seat | 리처드 카우스턴               |
| 1966 20회 | Matador                                         | 케빈 빌링턴                   |
| 1967 21회 | 마드리드에서 죽다                               | 프레데릭 로시프               |
| 1967 21회 | Famine                                          | 잭 골드                       |
| 1967 21회 | 내가 바꿀 수 없는 것들                          | 타냐 발란타인                 |
| 1968 22회 | In Need of Special Care                         | 조나단 스테달                 |
| 1968 22회 | Inside North Vietnam                            | 펠릭스 그린                   |
| 1968 22회 | Music!                                          | 마이클 터크너                 |
| 1968 22회 | A Plague On Your Children                       | 아드리안 말론                 |
| 1969 23회 | 프롤로그                                        | 로빈 스파이                   |

### 1970년대
| 연도      | 영화                            | 수상자                            |
| --------- | ------------------------------- | --------------------------------- |
| 1970 24회 | 새드 송 오브 옐로우 스킨        | 마이클 루보                       |
| 1971 25회 | 헬스트롬 연대기                 | 월론 그린                         |
| 1971 25회 | 전설의 죽음                     | 빌 메이슨                         |
| 1972 26회 | 수상작 없음                     | 수상작 없음                       |
| 1973 27회 | 그리어슨                        | 로저 블레                         |
| 1974 28회 | 미스타시니의 크리 사냥꾼        | 보이스 리처드슨 and 토니 이안젤로 |
| 1974 28회 | Compañero: Victor Jara of Chile | 스탠리 포먼 and 마틴 스미스       |
| 1974 28회 | Leprosy                         |                                   |
| 1975 29회 | The Early Americans             | 앨런 펜드리                       |
| 1975 29회 | Seven Green Bottles             | 에릭 마퀴스                       |
| 1976 30회 | 캐나다인들                      | 앨버트 키쉬                       |
| 1976 30회 | 화이트 록                       | 토니 메이럼                       |
| 1977 31회 | 수상작 없음                     | 수상작 없음                       |
| 1978 32회 | The Silent Witness              | 데이비드 롤프                     |
| 1979 33회 | 나막신 나무                     | 에르만노 올미                     |

### 1980년대
| 연도      | 영화                                                                        | 수상자                                   |
| --------- | --------------------------------------------------------------------------- | ---------------------------------------- |
| 1980 34회 | 수상작 없음                                                                 | 수상작 없음                              |
| 1981 35회 | 솔저 걸즈                                                                   | 닉 브룸필드 and 조안 처칠                |
| 1981 35회 | 베스트 보이                                                                 | 이라 울                                  |
| 1981 35회 | 리벳공 로지의 삶과 시대                                                     | 코니 필드                                |
| 1981 35회 | Return Journey                                                              | 이안 포츠                                |
| 1982 36회 | 꿈의 부담                                                                   | 레스 블랭크                              |
| 1982 36회 | 아토믹 카페                                                                 | 케빈 래퍼티, 제인 로더 and 피어스 래퍼티 |
| 1982 36회 | 사랑 이야기가 아니다                                                        | 보니 셰르 클라인                         |
| 1982 36회 | 위버스: 그 시절은 아니었는가!                                               | 짐 브라운                                |
| 1983 37회 | Schindler                                                                   | 존 블레어                                |
| 1983 37회 | 포티 미닛츠: 여성 할례                                                      | 루이즈 팬턴                              |
| 1983 37회 | The Visit: Part 3 - The Boy David                                           | 알렉스 맥콜                              |
| 1983 37회 | 와일드라이프 온 원: 나이트 라이프                                           | 딜리스 브리즈                            |
| 1984 38회 | 28 업                                                                       | 마이클 앱티드                            |
| 1984 38회 | GI Brides                                                                   | 라비니아 워너                            |
| 1984 38회 | 사우스 뱅크 쇼: 앨런 베넷                                                   | 데이비드 힌턴                            |
| 1984 38회 | Afghanistan Reports: Allah Against The Gunships                             | 샌디 갈                                  |
| 1985 39회 | 옴니버스: 레너드 번스타인의 웨스트 사이드 스토리                            | 크리스토퍼 스완                          |
| 1985 39회 | Marilyn Monroe: Say Goodbye to the President                                | 크리스토퍼 올리아티                      |
| 1985 39회 | David Lean: A Life in Film                                                  | 나이젤 워티스                            |
| 1985 39회 | The Frozen Ocean: Part 1 - Kingdom of the Ice Bear                          | 마이크 솔즈베리 and 휴 마일스            |
| 1986 40회 | 쇼아                                                                        | 클로드 란즈만                            |
| 1986 40회 | Viewpoint '86: Afghanistan: The Agony of a Nation                           | 샌디 갈                                  |
| 1986 40회 | 옴니버스: 더 미션                                                           | 로빈 러프                                |
| 1986 40회 | 포티 미닛츠: 더 피싱 파티                                                   | 폴 왓슨                                  |
| 1986 40회 | 에퀴녹스: 죄수의 의식                                                       | 존 달러                                  |
| 1986 40회 | British Cinema: Personal View - A Turnip Head's Guide to the British Cinema | 앨런 파커                                |
| 1987 41회 | Baka: The People of the Rainforest                                          | 필 에이글랜드                            |
| 1987 41회 | Man-Eating Tigers/Saving the Tiger                                          | 나레쉬 베디                              |
| 1987 41회 | 메이의 14일                                                                 | 폴 하만                                  |
| 1987 41회 | 포티 미닛츠: 홈 프롬 더 힐                                                  | 몰리 다이닌                              |
| 1988 42회 | 이번 주: 죽음의 바위                                                        | 크리스 옥슬리                            |
| 1988 42회 | The Duty Men: East Enders                                                   | 폴 하만                                  |
| 1988 42회 | In from the Cold: A Portrait of Richard Burton                              | 토니 파머                                |
| 1988 42회 | Viewpoint Special: The Men Who Killed Kennedy                               | 나이젤 터너                              |
| 1989 43회 | 첫째 화요일: 미라이의 4시간                                                 | 케빈 심                                  |
| 1989 43회 | Viewpoint '89: Cambodia - Year 10: A Special Report by John Pilger          | 데이비드 먼로                            |
| 1989 43회 | Lost Children of the Empire                                                 | 조안나 맥 and 마이크 폭스                |
| 1989 43회 | Everyman: Romania - State of Fear                                           | 존 블레이크                              |

### 2010년대
| 연도      | 영화                                        | 수상자                                                               |
| --------- | ------------------------------------------- | -------------------------------------------------------------------- |
| 2011 65회 | 세나                                        | 팀 베번, 에릭 펠너, 제임스 게이-리스, 아시프 카파디아, 마니쉬 판데이 |
| 2011 65회 | 조지 해리슨: 물질 세계에서의 삶             | 올리비아 해리슨, 마틴 스코세이지, 나이젤 싱클레어                    |
| 2011 65회 | 프로젝트 님                                 | 사이먼 친, 제임스 마시                                               |
| 2012 66회 | 서칭 포 슈가맨                              | 말릭 벤젤룰, 사이먼 친                                               |
| 2012 66회 | 임포스터                                    | 바트 레이튼, 디미트리 도가니스                                       |
| 2012 66회 | 맥컬린                                      | 데이비드 모리스, 재키 모리스                                         |
| 2012 66회 | 말리                                        | 케빈 맥도널드, 스티브 빙, 찰스 스틸                                  |
| 2012 66회 | 웨스트 오브 멤피스                          | 에이미 J. 버그                                                       |
| 2013 67회 | 액트 오브 킬링                              | 조슈아 오펜하이머                                                    |
| 2013 67회 | 암스트롱 거짓말                             | 알렉스 기브니                                                        |
| 2013 67회 | 블랙피쉬                                    | 가브리엘라 코워스웨이트                                              |
| 2013 67회 | 팀의 베르메르                               | 텔러, 펜 질렛, 팔리 지글러                                           |
| 2013 67회 | 위 스틸 시크릿츠: 위키리크스 이야기         | 알렉스 기브니                                                        |
| 2014 68회 | 시티즌포                                    | 로라 포이트라스, 마틸드 본느푸아, 더크 빌루츠키                      |
| 2014 68회 | 스타로부터 스무 발자국                      | 모건 네빌, 케이트린 로저스, 길 프리젠                                |
| 2014 68회 | 지구에서의 2만일                            | 이안 포사이스, 제인 폴라드                                           |
| 2014 68회 | 비비안 마이어를 찾아서                      | 존 말루프, 찰리 시스켈                                               |
| 2014 68회 | 브룽가                                      | 올랜도 폰 아인시델, 조안나 나타세가라                                |
| 2015 69회 | 에이미                                      | 제임스 게이-리스, 아시프 카파디아                                    |
| 2015 69회 | 카르텔 랜드                                 | 매튜 하인먼, 톰 옐린                                                 |
| 2015 69회 | 말랄라                                      | 데이비스 구겐하임, 로리 맥도널드, 월터 파크스                        |
| 2015 69회 | 마론에게 귀를 기울여                        | 존 배트섹, 조지 치그넬, R. J. 커틀러, 스티븐 라일리                  |
| 2015 69회 | 셰르파                                      | 브리짓 이킨, 제니퍼 피덤, 존 스미스슨                                |
| 2016 70회 | 13번째                                      | 에이바 듀버네이, 스펜서 애버릭, 하워드 배리시                        |
| 2016 70회 | 비틀스: 에잇 데이즈 어 위크 – 투어링 이어즈 | 론 하워드, 브라이언 그레이저, 스콧 파스쿠치, 나이젤 싱클레어         |
| 2016 70회 | 이글 헌트리스                               | 오토 벨, 스테이시 라이스                                             |
| 2016 70회 | 눈먼 노트                                   | 피터 미들턴, 제임스 스피니                                           |
| 2016 70회 | 위너                                        | 조쉬 크리그먼, 엘리스 스타인버그                                     |
| 2017 71회 | 아이 엠 낫 유어 니그로                      | 라울 펙                                                              |
| 2017 71회 | 유령의 도시                                 | 매튜 하인먼                                                          |
| 2017 71회 | 이카루스                                    | 브라이언 포겔, 댄 코간                                               |
| 2017 71회 | 불편한 진실 2                               | 보니 코헨, 존 솅크                                                   |
| 2017 71회 | 제인                                        | 브렛 모겐, 브라이언 버크                                             |
| 2018 72회 | 프리 솔로                                   | 엘리자베스 차이 바사르헬리, 지미 친, 섀넌 딜, 에반 헤이즈            |
| 2018 72회 | 맥퀸                                        | 이안 본호트, 피터 에테드구이                                         |
| 2018 72회 | 루스 베이더 긴즈버그 : 나는 반대한다        | 줄리 코헨, 벳시 웨스트                                               |
| 2018 72회 | 데이 쉘 낫 그로우 올드                      | 피터 잭슨, 클레어 올슨                                               |
| 2018 72회 | 세 쌍둥이 스트레인저                        | 팀 워들, 그레이스 휴즈-할렛, 베키 리드                               |
| 2019 73회 | 사마에게                                    | 와드 알-카티브, 에드워드 왓츠                                        |
| 2019 73회 | 아메리칸 팩토리                             | 스티븐 보그너, 줄리아 라이처트                                       |
| 2019 73회 | 아폴로 11                                   | 토드 더글러스 밀러                                                   |
| 2019 73회 | 디에고 마라도나                             | 아시프 카파디아, 제임스 게이-리스, 폴 마틴                           |
| 2019 73회 | 더 그레이트 핵                              | 카림 아메르, 제한 누제임                                             |

### 2020년대
| 연도      | 영화                                                            | 수상자 |
| --------- | --------------------------------------------------------------- | --- |
| 2020 74회 | 나의 문어 선생님                                                | 피파 얼리히, 제임스 리드, 크레이그 포스터                                                                             |
| 2020 74회 | 데이비드 애튼버러: 지구에서의 삶                                | 알라스테어 포더길, 조니 휴즈, 키스 스콜리                                                                             |
| 2020 74회 | 콜렉티브                                                        | 알렉산더 나나우 |
| 2020 74회 | 더 디시던트                                                     | 브라이언 포겔, 토르 할보르센, 마크 먼로, 제이크 스완트코                                                              |
| 2020 74회 | 소셜 딜레마                                                     | 제프 올로스키, 라리사 로즈                                                                                            |
| 2021 75회 | 소울, 영혼, 그리고 여름 (...또는, 혁명은 TV로 중계될 수 없었다) | 아미르 "퀘스트러브" 톰슨, 데이비드 다이너스테인, 로버트 피볼렌트, 조셉 파텔                                           |
| 2021 75회 | 쿠스토 되기                                                     | 리즈 가버스, 댄 코간                                                                                                  |
| 2021 75회 | 암소                                                            | 앤드리아 아널드, 캣 맨수어                                                                                            |
| 2021 75회 | 나의 집은 어디인가                                              | 요나스 포헤르 라스무센, 모니카 헬스트롬                                                                               |
| 2021 75회 | 구출                                                            | 엘리자베스 차이 바사르헬리, 지미 친, 존 배트섹, P. J. 반 잔트비크                                                     |
| 2022 76회 | 나발니                                                          | 다니엘 로허, 다이앤 베커, 셰인 보리스, 멜라니 밀러, 오데사 래                                                         |
| 2022 76회 | 숨 쉬는 모든 것                                                 | 샤우낙 센, 테디 레이퍼, 아만 만                                                                                       |
| 2022 76회 | 낸 골딘, 모든 아름다움과 유혈사태                               | 로라 포이트라스, 하워드 거틀러, 낸 골딘, 요니 골리조브, 존 라이온스                                                   |
| 2022 76회 | 화산만큼 사랑해                                                 | 사라 도사, 셰인 보리스, 이나 피치먼                                                                                   |
| 2022 76회 | 문아지 데이드림                                                 | 브렛 모겐 |
| 2023 77회 | 마리우폴에서의 20일                                             | 므스티슬라프 체르노프, 레이니 아론슨-래스                                                                             |
| 2023 77회 | 아메리칸 심포니                                                 | 매튜 하인먼, 로렌 도미노, 조던 오쿤                                                                                   |
| 2023 77회 | 비욘드 유토피아                                                 | 매들린 개빈, 레이첼 코헨, 자나 에델바움                                                                               |
| 2023 77회 | 스티브 잡스: 아직 끝나지 않은 이야기                            | 데이비스 구겐하임, 조나단 킹, 아네타 마리온                                                                           |
| 2023 77회 | 왬!                                                             | 크리스 스미스 |
| 2024 78회 | 슈퍼/맨: 크리스토퍼 리브 이야기                                 | 이안 본호트, 피터 에테드구이, 리지 길리엣, 로버트 포드                                                                |
| 2024 78회 | 블랙 박스 다이어리                                              | 이토 시오리, 에릭 냐리, 한나 아크빌린                                                                                 |
| 2024 78회 | 딸들                                                            | 나탈리 래, 안젤라 패튼, 리사 마초타, 저스틴 베놀리엘, 제임스 커닝햄, 샘 비스비, 캐서린 에버렛, 로라 초이 레이크로프트 |
| 2024 78회 | 다른 땅은 없다                                                  | 유발 아브라함, 바젤 아드라, 함단 발랄, 레이첼 스조르                                                                  |
| 2024 78회 | 윌 앤 하퍼                                                      | 조쉬 그린바움, 라파엘 마모르, 크리스토퍼 레겟, 윌 페럴, 제시카 엘바움                                                 |

## 같이 보기
- 아카데미 장편 다큐멘터리상
- 골든 글로브상 다큐멘터리 작품상
- 아카데미 단편 다큐멘터리상
- 영국 아카데미 텔레비전상 단편 다큐멘터리 작품상